# Storflåtan
Storflåtan er en sø som ligger i Ringerike kommune i Viken fylke i Norge.
Flere skiløjper krydser søen, deriblant løjpen til Grenaderløbet. Storflåtan gård ligger øst for søen. Der er en dæmning ved udløbet i øst mod Vesleflåtan. Storflåtan indgår i Oslomarkavassdragene. Tømmer fra Steinsfjorden blev tidligere transporteret gennem Oslomarka over blandt andet Damtjern over i Storflåtan og videre over til savværkerne ved Bogstadvannet.